# Otto van der Haegen
Otto van der Haegen (Kreuztal, 23 maggio 1887 – Gand, 7 giugno 1915) è stato un militare e aviatore tedesco, che nel corso della prima guerra mondiale fu comandante dei dirigibili LZ 23 e LZ 37 e della Luftschifferschule di Berlino-Johannisthal.

## Biografia

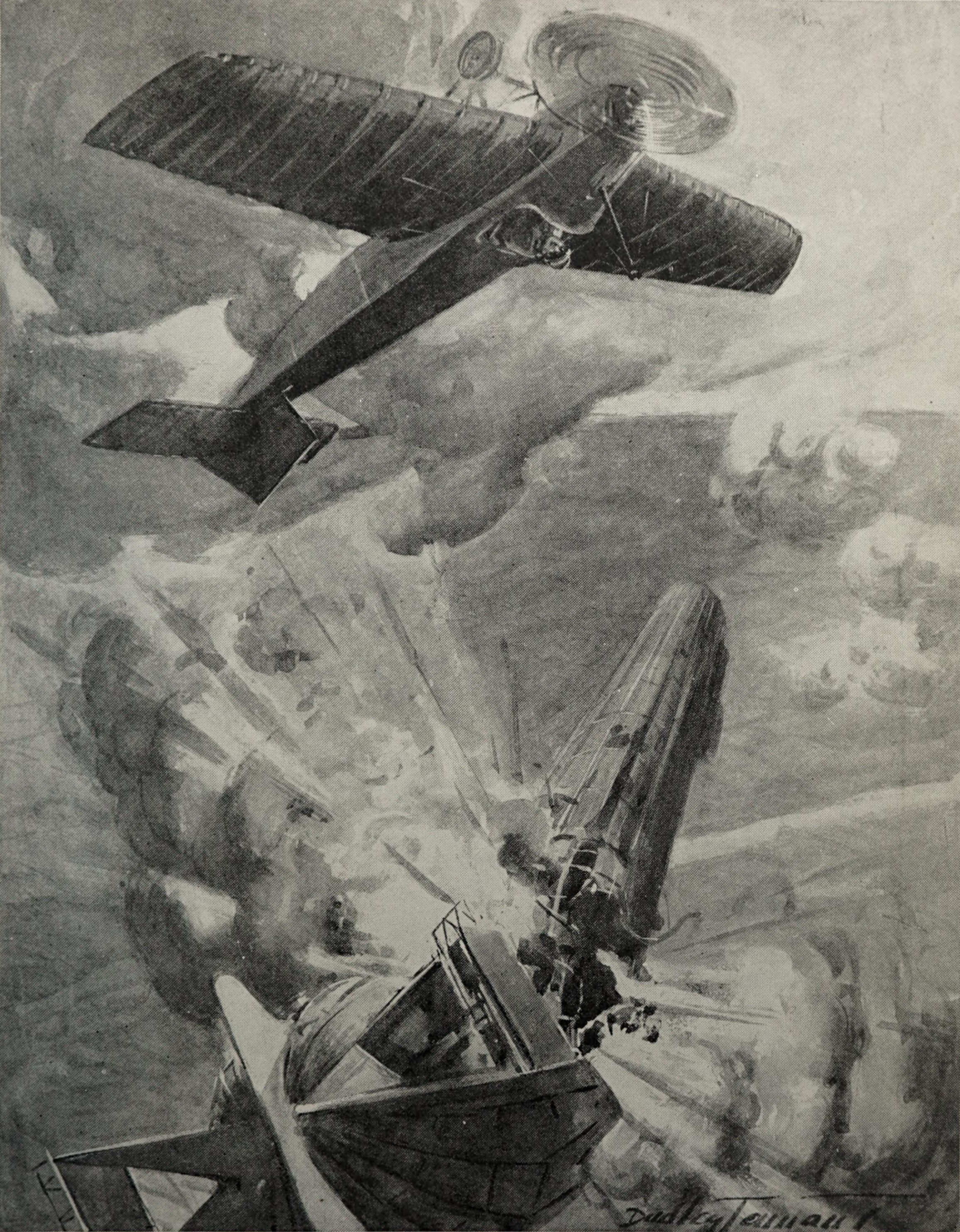
L'esplosione del dirigibile LZ 37 apparsa sulla rivista The War Illustrated, Vol.2, № 44, pagina 423.

Nacque a Kreutzal, Vestfalia, il 23 maggio 1887, figlio di Jan Livien e Minna Siebel Quando aveva 9 anni, sua madre morì. Studiò al Realgymnasium di Siegen e lì completò gli studi secondari superiori, scegliendo come materia principale le scienze naturali. Dopo l'esame di maturità nel 1906, optò per la carriera militare entrando nel Deutsches Heer. Prestò inizialmente servizio come fahnenjunker nel Eisenbahn-Regiment No.II a Berlino-Schöneberg. Gli Eisenbahnregiments erano unità speciali per la costruzione e la gestione delle ferrovie in tempo di guerra. Nell'estate del 1907 venne promosso tenente.
Nell'autunno del 1909 assunse il comando del Luftschifferbatallion Nr. 1 a Berlino-Tegel, dove ricevette l'addestramento come Luftschiffer (pilota di dirigibili). Dal 1910 effettuò numerosi voli di addestramento con varie aeronavi, come Freiballon, Parseval, Schütte-Lanz e Zeppelin, dalle basi di Berlino, Treviri, Metz, Gotha, Baden-Oos, Colonia e Düsseldorf.
Il 21 maggio 1912 sorvolò per la prima volta la sua regione natale, il Siegerland. Il 24 marzo 1913 sorvolò nuovamente la zona di Siegen a bordo del dirigibile LZ 9 (Ersatz Z II), che era di stanza a Colonia-Bickendorf e veniva utilizzato, tra le altre cose, per voli di addestramento e di istruzione. Dalla cabina aperta scattò le prime fotografie aeree della regione, comprese la sua città natale Kreuztal e l'industria metalmeccanica locale, divenendo uno dei pionieri della fotografia aerea. Le sue immagini avevano importanza militare e cartografica. Nell'estate del 1914 fece un viaggio di studio nei Paesi Bassi, Helgoland e Inghilterra.
Allo scoppio della prima guerra mondiale, il 1° agosto 1914, prestava servizio nel Luftschifferbataillon Nr. 3 dell'VIII armata tedesca. Pilotò il dirigibile LZ 23 (Ersatz Z VIII), che nell'agosto del 1914 fu di stanza a Treviri sotto il comando dell'hauptmann Konrad Andrée, venendo immediatamente impiegato per voli di ricognizione e di bombardamento su Belgio e Francia. Durante la prima battaglia di Lorena, il 22 agosto 1914 il suo dirigibile effettuò una missione di ricognizione sulle truppe francesi posizionate sui monti Vosgi. Nei pressi del comune di Badonviller, lo zeppelin sganciò diverse bombe, che causarono lievi danni al 65° Régiment d'Infanterie Territoriale. Le truppe tedesche, credendo che si trattasse di un dirigibile francese, spararono sullo LZ 23 imitati a sua volta dai francesi che danneggiarono ulteriormente l'aeronave. Tuttavia, il dirigibile effettuò con successo un atterraggio di emergenza nei pressi del Col de la Chapelotte e l'intero equipaggio riuscì a mettersi in salvo. Con una marcia di sedici ore attraverso i monti Vosgi, egli ricondusse i suoi uomini illesi alle linee tedesche, riferendo poi ai comandi dell'esercito sulla riuscita del volo di ricognizione. Per questo motivo gli fu conferita la Croce di Ferro di seconda classe.
Nell'ottobre 1914 venne promosso Oberleutnant e nominato direttore-comandante della Luftschifferschule di Berlino-Johannisthal. Ricoprì questa importante carica solo per circa sei mesi. Nella primavera del 1915 chiese, ed ottenne, di essere inviato al fronte. All'inizio del mese di aprile assunse il comando del nuovo dirigibile LZ 37, appartenente alla classe M, in costruzione a Potsdam.
Il 18 aprile 1915 lui e il suo equipaggio ritirarono il dirigibile a Gotha per trasportarlo alla base della loro unità a Ossendorfer Weg, Colonia. A causa dei forti venti contrari nella valle del Reno, fece una deviazione attraverso il Westerwald e il Siegerland, dove colse l'occasione per scattare un'altra serie di fotografie aeree della sua regione natale, tra cui la sua città natale di Kreuztal e di Siegen, dove aveva studiato. Tuttavia, durante l'atterraggio a Colonia, le cose andarono male e lo Zeppelin subì gravi danni.
Il 25 maggio 1915 lo LZ 37, riparato, era stanza a Etterbeek, vicino a Bruxelles, con la missione principale di partecipare al bombardamento notturno delle città costiere francesi e britanniche e di Londra. Il 6 giugno 1915 i tedeschi tentarono di lanciare un attacco congiunto dal cielo e dal mare sull’Inghilterra. Dagli hangar del Belgio occupato si levarono in volo tre dirigibili: uno (LZ 38) per problemi tecnici dovette atterrare subito e gli altri due (LZ 39 e LZ 37) furono costretti dalla nebbia a rientrare prima di raggiungere la costa inglese. L'Ammiragliato britannico avvertì Longmore alle 00:20 del 7 giugno e subito si alzarono in volo i caccia. Il dirigibile LZ 37 fu intercettato, dopo un lungo inseguimento, sopra Gand da un caccia Morane-Saulnier Type L pilotato da Reginald Warneford. Il pilota inglese, nonostante il fuoco difensivo delle mitragliatrici, riuscì a sganciare le sue 6 bombe Hales da 9 kg su di esso, l'ultima delle quali incendiò l'aeronave. Successivamente il dirigibile si schiantò contro un convento-scuola a Sint-Amandsberg (51°3′43.2″N, 3°44′54.7″E), Gand, uccidendo due suore, il comandante dell'aeronave, e sette membri dell'equipaggio. Unico sopravvissuto fu il timoniere Alfred Mühler. L'equipaggio dello Zeppelin fu sepolto a Gand nel "Cimitero Occidentale" (il CWGC lo definisce Cimitero della città di Gand), dove ancora oggi si erge un grande e imponente monumento in loro onore.

### Annotazioni
1. ↑  Jan Livien ebbe otto figli dalla sua prima moglie, Emilie Bücklers, di cui solo due femmine sopravvissero, e sette figlie dalla seconda moglie, Minna Siebel.
2. ↑  Si trattava di Kurt Ackermann, Karl Claus, Hermann Kirchner, Karl Mahr, Wilhelm Müller, Gustav Ruske, e Otto Schwarz.

### Fonti
1. 1 2 3 4 5 6 7 8 9 10 11 12 13 14 15 16 17 18 19 20 21 22 23 24 25 26 27 28 29  Ninova14-18.
2. 1 2 3 4 5 6 7 8  Westernfrontassociation.